# Jules Ruinart de Brimont
Jules Ruinart de Brimont, fälschlich auch Ruinart de Brinant (* 16. November 1836 in Koblenz, Rheinprovinz; † 26. Mai 1898 in Rilly-la-Montagne, Département Marne), war ein französischer Porträt-, Genre- und Landschaftsmaler der Düsseldorfer Schule.

## Leben
Ruinart de Brimont, Sohn von Remy Auguste Ruinart (1797–1881) und Émilie Jeanne Albertine Tesche (1807–1881), Spross des Adelsgeschlechts Ruinart de Brimont, dessen Name eng mit dem Champagnerhaus Ruinart verbunden ist, hatte bereits früh eine Vorliebe für das Zeichnen. Im Alter von vierzehn Jahren schickten ihn seine Eltern auf die Königliche Akademie der Schönen Künste von Antwerpen. Im Alter von achtzehn Jahren ging er nach Düsseldorf, wo er Privatschüler des Genremalers Rudolf Jordan wurde. Danach verdiente er eine Zeit lang seinen Lebensunterhalt als Porträtmaler. In dieser Zeit war er auf Schlössern des Adels eingeladen, um Besitzer und ihre Familienangehörigen zu porträtieren, etwa auf den Häusern der Familien von Lilien, Fürstenberg, Bodelschwingh und Wedel. Als er genug Geld für eine Grand Tour beisammenhatte, ging er für eine Zeit nach Italien, in der er sechs Monate in Rom und weitere sechs Monate auf Capri weilte. Danach schrieb er sich an der Kunstakademie Düsseldorf ein, um sich in der Landschaftsmalerei zu vervollkommnen. In den Jahren 1866/1867 war er dort Schüler der Landschafterklasse von Oswald Achenbach. In Düsseldorf, wo er unter anderem Mihály von Munkácsy, Michail Jakowlewitsch Wylie und Arthur Calame kennenlernte, war er in den Jahren 1859 bis 1871 und 1873/1874 Mitglied des Künstlervereins Malkasten. In der Zeit des Deutsch-Französischen Kriegs siedelte sich Ruinart de Brimont in Rilly-la-Montagne an, wo er später auch starb. Von dort unternahm er zahlreiche Reisen nach Belgien, in die Niederlande, nach England, Deutschland, Böhmen, Italien und Spanien. 1888 nahm er außer an dem Salon de Paris auch an der Exposición Universal de Barcelona teil. In Barcelona, wo er bis 1890 blieb, fungierte er außerdem als Korrespondent von  Le Monde Illustré.

## Werke (Auswahl)
- Der Brief, 1861[4]
- Ansicht von Neapel mit Castel Sant’Elmo, späte 1860er Jahre, Eremitage, Sankt Petersburg[5]
- Leçon de dessin, 1888 im Salon de Paris ausgestellt
- La jeune mère, 1888 im Salon de Paris ausgestellt
- Una calle de Tarragona o Barcelona, 1889
- Tipo Tunecino, 1889[6]